# الذاكرة (كتاب)
الذاكرة واحده من ثلاثيه كتبها سلمان ناطور هذا الكاتب الفلسطيني الأصل الذي يعيش في إسرائيل مع من أطلق عليهم عرب 48، تلك الثلاثيه هي أعمال كتبها سلمان ناطور ليس لكي يسجل واقع توثيقي أو احصائي لعدد قتلى أو ليكون كتاب تاريخي بل هو بمثابه إحياء لأحداث واقعيه لمواقف عايشها كبار العمر لا ينقلون لنا أسماء وأحداث مجرده بل مشاعر وذاكره مليئه بالدروس. فعلى حد تعبير سلمان ناطور نفسه أنه كما كانت ذاكره الهولوكوست مُحفزه لبناء دولة إسرائيلية قوية، تكون الذاكرة الفلسطينية هي المحفز لاستعاده فلسطين وايقاظ شعبها فإن الختياريه «المُسنين» يقولون اسمعوا لتعرفوا ما حدث حتى لا يتكرر ذلك، الذاكرة هنا تُعبر عن مشاعر وأحاسيس عاشها هؤلاء الرجال وايضًا هي درس لهذه الأجيال الجديدة، قام سلمان ناطور بعنونه كل قطعه في هذا العمل وبيدائها بأول عنوان وهو الشيخ المشقق الوجه ويستطرد بعد ذلك في وصف الشيخ وتاريخه فكل عنوان كان مُعبرًا عن ما يليه.

## اللغة
أما على مستوى اللغة فكانت لغة عامية جدًا نقلت كما سمعت لم يشاء الكاتب تغيرها أو جعلها لغة عربية فصحى؛ وذلك لأن تلك الكلمات كانت مُعبره عن كل الأحاسيس التي يشعر بها الراوى كما أنها تعبير عن الهوية الفلسطينية وهي إثبات لها فيظهر هنا اعتزاز الكاتب بهذه اللغة.

## الخطاب
أما على مستوى الخطاب فإن ناطور هنا يستخدم الراوى أي الحكى ودائما ما يربط بين الحكى والذاكرة، حيث أن الحكى هو الوسيلة الوحيدة لتوثيق هذه الذاكرة وخاصه عندما تكون تلك الذاكرة في مرحله الخطر أما بتعرضها للنسيان أو الامحاء فيتم هنا ذكر أسماء شوارع وطرق اختفت وقامت عليها بلده أُخرى وشوارع وطرق جديده هنا هو يجعل من الحكى توثيق لهذه الذاكرة وكأنه يرسم خريطة فلسطين القديمة.